# Solitary Man
"Solitary Man" (pl: "Samotny człowiek") – piosenka napisana w 1966 roku przez Neila Diamonda. Grana przez wielu różnych muzyków stała się jednym z najpopularniejszych utworów ostatnich pięciu dekad.

## Historia utworu
Wydana 4 kwietnia 1966 roku przez wytwórnię Bang Records piosenka "Solitary Man" była debiutanckim singlem Neila Diamonda (wcześniej muzyk pisał utwory dla innych wykonawców). W lipcu osiągnęła pierwszy sukces, wzbijając się na #55 miejsce listy U.S. pop singles chart. W sierpniu została zamieszczona na pierwszym albumie Diamonda – The Fell of Neil Diamond.
Tekst piosenki mówi o człowieku szukającym szczerej miłości, wciąż zdradzanym przez kolejne kobiety. Nie znosząc kolejnych rozczarowań, decyduje się on pozostać samotnym, choć wie, że będzie to dla niego trudne. Fragment tekstu:
Don't know that I will,
But until, I can find me
...
I'll be, what I am —
A solitary man...
Solitary man.
(Nie wiem czy to zrobię,)
(Ale dopóki nie odnajdę dla siebie)
...
(Pozostanę tym, kim jestem -)
(Samotnym człowiekiem...)
(Samotnym człowiekiem.)
jest bliżej identyfikowany z Diamondem. W 2008 roku "The Daily Telegraph" napisał o muzyku: "To Samotny Człowiek przedstawiony w przeboju z 1966: oczytany, zamyślony i muzycznie śmiały kompozytor piosenek skrywający nastroje i emocje...".  Wcześniej, w 2000 roku, sam Diamond wyznał dziennikarzom, iż "po czterech latach freudowskich psychoanaliz zrozumiał, że napisał Solitary Man właśnie o sobie".
Dynamiczna melodia "Solitary Man" połączona z melancholijną uniwersalnością uczyniła piosenkę atrakcyjnym kąskiem dla wielu późniejszych interpretatorów.
Pod koniec lat 60. Diamond odniósł kolejny komercyjny sukces, tym razem z wytwórnią Uni Records. W odpowiedzi na to wydarzenie Bang Records ponownie wydało "Solitary Man" jako singel. Latem 1970 roku dotarł on na #21 miejsce listy U.S. pop charts.
W 2005 roku magazyn Rolling Stone napisał: "Solitary Man pozostał najbardziej błyskotliwym utworem w dorobku Diamonda. Nie ma zmarnowanych słów i akordów w tym dwu i półminutowym hymnie o złamanym sercu i samozaprzysiężeniu, który wprowadza w melancholię samotną osobę, sprawiając, że powtórnie powraca do całego swojego życia".

## Ważniejsze covery

### Chris Issak
Chris Isaak nagrał swoją wersję "Solitary Man" w 1993 roku. Znalazła się ona na albumie San Francisco Days. Piosenka została wydana jako singel i dotarła do #85 miejsca listy UK Singles Chart. Do utworu powstał teledysk, jego reżyserem był znany amerykański filmowiec – Larry Clark.

### Johnny Cash
Johnny Cash użył tytułu piosenki w nazwie swojego albumu wydanego w 2000 roku – American III – Solitary Man. "Solitary Man" został wydany jako singel, rok później Cash otrzymał za niego nagrodę Grammy w kategorii Best Male Country Vocal Performance.

### HIM
W 2004 roku fiński zespół HIM nagrał swoją wersję "Solitary Man" i zamieścił na swoim pierwszym kompilacyjnym albumie – And Love Said No – The Greatest Hits 1997–2004. Utwór został wydany jako singel, osiągając duży sukces komercyjny. Do piosenki powstał również wideoklip, którego reżyserem był znany skater – Bam Margera.

#### Lista utworów

##### Europa
1. "Solitary Man"
2. "Please Don't Let It Go" (Live)
3. "Join Me in Death" (Live)

##### Wielka Brytania
Vol. 1 DVD single
1. "Solitary Man" (video)
2. "Right Here in My Arms" (video)
3. Making of "Buried Alive by Love"
4. Pandora’s slideshow
5. "Your Sweet 666" (Audio-Live 2003)

Vol. 2 CD single
1. "Solitary Man"
2. "Please Don't Let it Go" (Punk Rock version – Live 2003)

Vol. 3 7" Vinyl
1. "Solitary Man"

#### Pozycje na listach przebojów
| Kraj (2006)     | Miejsce |
| --------------- | ------- |
| Finlandia       | #2      |
| Wielka Brytania | #9      |
| Niemcy          | #17     |
| Szwajcaria      | #40     |
| Austria         | #45     |